# Andrea Garner
Andrea Monique Garner (Filadelfia, 5 gennaio 1979) è un'ex cestista statunitense, professionista nella WNBA.

## Carriera
Con gli Stati Uniti ha disputato le Universiadi di Palma di Maiorca 1999.